# 트리니다드 토바고의 대통령
트리니다드 토바고의 대통령(President of Trinidad and Tobago)은 트리니다드 토바고 국가원수이자 트리니다드 토바고 국방군 총사령관이다. 대통령실은 1976년에 국가가 공화국이 되었을 때 설립되었으며, 그 이전에는 트리니다드 토바고의 여왕 엘리자베스 2세가 국가 원수였다. 마지막 총독인 엘리스 클라크 경이 임시 협약에 따라 1976년 8월 1일 초대 대통령으로 취임했다. 그는 1976년 9월 24일 양원 의원으로 구성된 선거인단에 의해 공식적으로 대통령으로 선출되었으며, 현재는 이 날을 공화국의 날로 기념하고 있다.
대통령 직위는 1990년 7월 27일부터 재개된 1990년 8월 1일까지 지속된 자마트 알 무슬림 쿠데타 시도 동안 일시적으로 정지된 많은 직책 중 하나였다. 트리니다드 토바고의 현 대통령은 크리스틴 캥갈루(Christine Kangaloo)이다.
역대 대통령은 다음과 같다.

## 역대 대통령 목록
- 엘리스 클라크(1976년 8월 1일~1987년 3월 13일)
- 미첼 윔스(임시) (1987년 3월 13일~19일)
- 누어 하사날리(1987년 3월 19일~1997년 3월 19일)
- 아트한 N.R. 로빈슨(1997년 3월 19일~2003년 3월 17일)
- 조지 맥스웰 리처드(2003년 3월 17일~2013년 3월 18일)
- 안토니 카르모나(2013년 3월 18일~2018년 3월 19일)
- 폴라메이 위크스(2018년 3월 19일~2023년 3월 20일)
- 크리스틴 칸갈루(2023년 3월 20일~)

## 같이 보기
- 트리니다드 토바고의 총리